# Sinne (obwód odeski)
Sinne (ukr. Сінне) – wieś na Ukrainie, w obwodzie odeskim, w rejonie podolskim. W 2001 liczyła 721 mieszkańców, wśród których 704 wskazało jako ojczysty język ukraiński, 15 rosyjski, 1 mołdawski, a 1 bułgarski.